# 548 هـ
548 هـ هي سنة في التقويم الهجري امتدت مقابلةً في التقويم الميلادي بين سنتي 1153 و1154.

## أحداث
- الموحدون يدخلون مدينة الجزائر

## مواليد
- الحازمي

## وفيات
- أبو الفتح الشهرستاني